# Ladislav Borbély
Ladislav Borbély (* 14. května 1955, Trenčín) je bývalý slovenský fotbalista. Po skončení aktivní kariéry působí jako fotbalový komentátor slovenské televize. Byl předsedou trenérsko-metodické komise slovenského fotbalového svazu, vydal knihy Defenzívna moderna a dvoudílnou knihu Ofenzívna moderna. Vystudoval psychologii a na FTVS obor fotbalový trenér. Trénoval futbalový tím Petržlalku.

## Fotbalová kariéra
V československé lize hrál za Duklu Banská Bystrica, Spartu Praha a ZŤS Košice.

## Ligová bilance
| Ročník                                      | Zápasy | Góly | Klub                  |
| ------------------------------------------- | ------ | ---- | --------------------- |
| 1. československá fotbalová liga 1978/79    | 13     | 1    | Dukla Banská Bystrica |
| 1. československá fotbalová liga 1979/80    | 5      | 0    | Sparta Praha          |
| 1. československá fotbalová liga 1980/81    | 7      | 0    | ZŤS Košice            |
| 1. slovenská národní fotbalová liga 1981/82 | 4      | 0    | ZŤS Košice            |
| CELKEM 1. liga                              | 25     | 1    |                       |